# Glorie
En glorie (fra græsk:(ἅλως, halōs)) er en krone af lysstråler, eller en cirkel eller skive af lys, der i kunst omkranser et menneske, eller blot dennes hoved. Glorier har været anvendt i flere religioners ikonografi til at angive hellige figurer, ligesom det gennem tiderne er blevet brugt i afbildninger af helte eller herskere. I religiøs oldgræsk, romersk, kristen, hinduistisk, buddhistisk og islamistisk kunst kan hellige personer afbildes med en glorie som en cirkelformet glød om hovedet eller kroppen. I asiatisk kunst ses glorier af flammer. Glorier kan vises med næsten enhver farve eller farvekombination, men ses mest almindeligt som gylden, gul eller hvid når den skal illustrere lys, og rød når den skal illustrere flammer.